# Tropodiaptomus ctenopus
Tropodiaptomus ctenopus foi uma espécie de crustáceo da família Diaptomidae. Foi endémica da Madagáscar.